# العلاقات الإريترية الغينية
العلاقات الإريترية الغينية هي العلاقات الثنائية التي تجمع بين إريتريا وغينيا.

## مقارنة بين البلدين
هذه مقارنة عامة ومرجعية للدولتين:
| وجه المقارنة                                              | إريتريا                                      | غينيا       |
| --------------------------------------------------------- | -------------------------------------------- | ----------- |
| المساحة (كم2)                                             | 117.60 ألف                                   | 245.86 ألف  |
| عدد السكان (نسمة)                                         | 6.33 مليون                                   | 12.72 مليون |
| الكثافة السكانية (ن./كم²)                                 | 53.83                                        | 51.74       |
| العاصمة                                                   | أسمرة                                        | كوناكري     |
| اللغة الرسمية                                             | اللغة التغرينية، اللغة العربية، لغة إنجليزية | لغة فرنسية  |
| العملة                                                    | ناكفا                                        | فرنك غيني   |
| الناتج المحلي الإجمالي (بليون دولار)                      | 2.61 مليار                                   | 10.50 مليار |
| الناتج المحلي الإجمالي (تعادل القوة الشرائية) بليون دولار |                                              | 15.24 مليار |
| الناتج المحلي الإجمالي الاسمي للفرد دولار أمريكي          |                                              | 531         |
| الناتج المحلي الإجمالي للفرد دولار أمريكي                 |                                              | 1.22 ألف    |
| مؤشر التنمية البشرية                                      | 0.391                                        | 0.411       |
| رمز المكالمات الدولي                                      | +291                                         | +224        |
| رمز الإنترنت                                              | .er                                          | .gn         |
| المنطقة الزمنية                                           | ت ع م+03:00                                  | 00          |

## منظمات دولية مشتركة
يشترك البلدان في عضوية مجموعة من المنظمات الدولية، منها:
| علم المنظمة | اسم المنظمة                                 | تاريخ انضمام إريتريا | تاريخ انضمام غينيا |
| ----------- | ------------------------------------------- | -------------------- | ------------------ |
|             | مؤسسة التمويل الدولية                       | 11 أكتوبر 1995       | 22 أكتوبر 1982     |
|             | منظمة حظر الأسلحة الكيميائية                | ?                    | ?                  |
|             | البنك الإفريقي للتنمية                      | ?                    | ?                  |
|             | يونسكو                                      | 2 سبتمبر 1993        | 2 فبراير 1960      |
|             | الأمم المتحدة                               | 28 مايو 1993         | 12 ديسمبر 1958     |
|             | منظمة الشرطة الجنائية الدولية               | ?                    | ?                  |
|             | البنك الدولي للإنشاء والتعمير               | 6 يوليو 1994         | 28 سبتمبر 1963     |
|             | الاتحاد البريدي العالمي                     | ?                    | ?                  |
|             | مؤسسة التنمية الدولية                       | 6 يوليو 1994         | 26 سبتمبر 1969     |
|             | الاتحاد الأفريقي                            | ?                    | 1963               |
|             | وكالة ضمان الاستثمار متعدد الأطراف          | 10 سبتمبر 1996       | 5 أكتوبر 1995      |
|             | مجموعة دول أفريقيا والكاريبي والمحيط الهادئ | ?                    | ?                  |